# Potkraj (Široki Brijeg)
Pour les articles homonymes, voir Potkraj.
Potkraj (en cyrillique : Поткрај) est un village de Bosnie-Herzégovine. Il est situé sur le territoire de la Ville de Široki Brijeg, dans le canton de l'Herzégovine de l'Ouest et dans la fédération de Bosnie-et-Herzégovine. Selon les premiers résultats du recensement bosnien de 2013, il compte 431 habitants.
Depuis 1991, le village est recensé comme une entité administrative à part entière.

## Démographie

### Évolution historique de la population dans la localité
| 1948 | 1953 | 1961 | 1971 | 1981 | 1991 | 2013 |
| ---- | ---- | ---- | ---- | ---- | ---- | ---- |
| -    | -    | -    | -    | -    | 535  | 431  |

|  |

### Répartition de la population par nationalités (1991)
En 1991, les 535 habitants du village étaient tous croates.